# Cerveteri rosso amabile
Il Cerveteri rosso amabile è un vino DOC la cui produzione è consentita nelle province di Roma e Viterbo. È un vino rosso, fermo.
Affinamento: fino a 3 anni.
Resa uva in vino non superiore al 70%.

## Caratteristiche organolettiche
- colore: rosso intenso
- odore: vinoso, gradevole
- sapore: amabile, vinoso, delicato.

Ogni etichetta deve riportare la menzione della Denominazione di Origine Controllata (DOC).
Matura troppo tardi per essere adottata più a Nord, può produrre quantità costanti di uve mature di colore profondo, molto apprezzate, con un buon livello di alcol e di estratto. È chiamata anche Cordisco, Morellone, Primaticcio e Uva Abruzzi.

## Produzione
Provincia 
- Lazio